# Sheynnis Palacios
Sheynnis Palacious (sinh ngày 30 tháng 5 năm 2000) là một người mẫu người Nicaragua, cô đăng quang Hoa hậu Hoàn vũ 2023 và trở thành người Nicaragua đầu tiên giành được danh hiệu Hoa hậu Hoàn vũ.
Trước đó, cô đã đăng quang Hoa hậu Thế giới Nicaragua 2020 và đại diện cho Nicaragua tại cuộc thi Hoa hậu Thế giới 2021 ở San Juan, Puerto Rico vào ngày 16 tháng 3 năm 2022 nơi cô đã lọt vào Top 40 chung cuộc. Năm 2023, cô tiếp tục quay lại đường đua sắc đẹp và xứng đáng với ngôi vị cao nhất của Miss Nicaragua và đã đăng quang Hoa hậu Nicaragua 2023 và giành quyền tham dự đến cuộc thi Hoa hậu Hoàn vũ 2023 được tổ chức tại El Salvador. Cùng năm 2023, cô là người chiến thắng Miss Grand Slam ( Hoa hậu của các Hoa hậu) do Global Beauties công nhận. Năm 2024, Sheynnis Palacious nhận được giải thưởng "Elegance Beauty 2024" (Người Đẹp Thanh Lịch 2024 ) do Impeccable Beauty International công nhận và đây là tổ chức có thâm niên trong giới Beauty Queen.

## Tiểu sử
Sheynnis Palacios sinh ngày 31 tháng 5 năm 2000 tại Managua, Nicaragua. Cô học tại Đại học Trung Mỹ và theo đuổi bằng cấp về truyền thông đại chúng. Đồng thời, cô cũng chơi bóng chuyền cho trường đại học.

## Các cuộc thi sắc đẹp

### Hoa hậu Thiếu niên Nicaragua 2016
Cuộc thi sắc đẹp đầu tiên của Sheynnis Palacios là vào năm 2016 khi cô giành chiến thắng trong cuộc thi Hoa hậu Thiếu niên Nicaragua 2016.

### Hoa hậu Thiếu niên Hoàn vũ 2017
Với tư cách là Hoa hậu Thiếu niên Nicaragua 2016, Sheynnis Palacios đại diện cho đất nước của mình tại Hoa hậu Thiếu niên Hoàn vũ 2017, tại Managua, Nicaragua, nơi cô lọt vào Top 10.

### Hoa hậu Thế giới Nicaragua 2020
Ngày 16 tháng 5 năm 2020, cô đại diện thủ đô Managua tại Hoa hậu Thế giới Nicaragua, Palacios đã đăng quang với ngôi vị cao nhất.

### Hoa hậu Thế giới 2021
Giữa đại dịch COVID-19, cuộc thi Hoa hậu Thế giới 2020 đã bị hủy bỏ. Năm 2022, tại cuộc thi Hoa hậu Thế giới 2021, Sheynnis Palacios đã đại diện cho đất nước của mình. Sheynnis Palacios lọt vào Top 40 chung cuộc, Hoa hậu là Karolina Bielawska đến từ Ba Lan.

### Reinado Internacional del Café 2022
Sheynnis Palacios đã không tham gia cuộc thi Reinado Internacional del Café 2022 vì cô ấy có kết quả xét nghiệm dương tính với COVID-19. Tình trạng tương tự cũng xảy ra với đại diện của Philippines, Puerto Rico và Cộng hòa Dominica khi một tuần sau, đại diện của Cuba, Hong Kong và Guatemala rút lui khỏi cuộc thi.

### Hoa hậu Nicaragua 2023
Sheynnis Palacios được công bố là một trong những thí sinh của Hoa hậu Nicaragua 2023. Vào ngày 5 tháng 8 năm 2023, Sheynnis Palacios đã giành được danh hiệu Hoa hậu Nicaragua 2023.

### Hoa hậu Hoàn vũ 2023
Với danh hiệu Hoa hậu Nicaragua 2023, Sheynnis Palacios đã giành được quyền đại diện cho Nicaragua tại Hoa hậu Hoàn vũ 2023 được tổ chức tại San Salvador, El Salvador vào ngày 18 tháng 11 năm 2023. Vào đêm chung kết của cuộc thi, Sheynnis Palacios đã giành được ngôi vị cao nhất và trở thành người Nicaragua đầu tiên đăng quang Hoa hậu Hoàn vũ và là người thứ hai tại khu vực Trung Mỹ đăng quang sau Justine Pasek, Hoa hậu Hoàn vũ 2002 đến từ Panama.
Trong nhiệm kỳ Hoa hậu Hoàn vũ của mình, Sheynnis Palacios đã đến El Salvador, Mexico, Indonesia, Qatar, Brazil, Costa Rica và nhiều thành phố của Hoa Kỳ. 